# Droogmansia van-meelii
Droogmansia van-meelii är en ärtväxtart som beskrevs av Bernice Giduz Schubert. Droogmansia van-meelii ingår i släktet Droogmansia och familjen ärtväxter. Inga underarter finns listade i Catalogue of Life.